# Tristan Hoffman

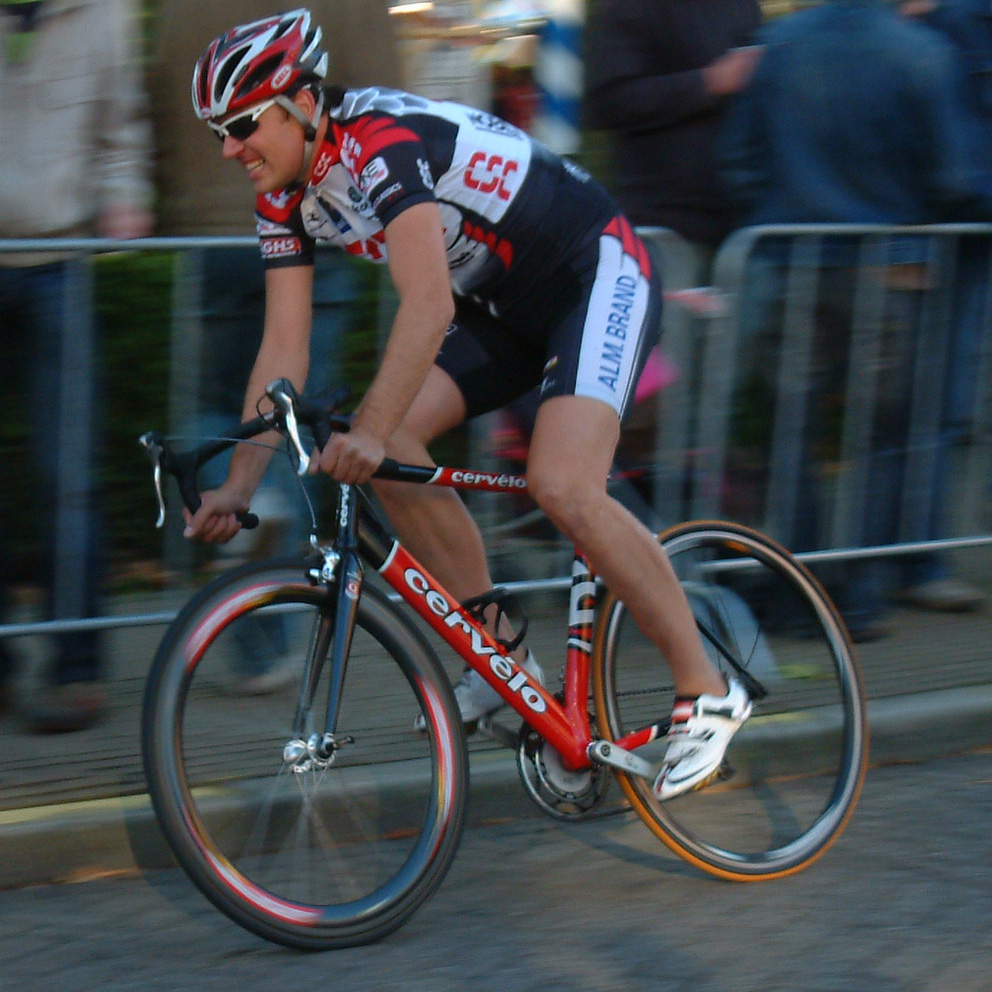
Tristan Hoffmann bei seinem Abschiedsrennen 2005 in Groenlo

Tristan Henri Christiaan Hoffman (* 1. Januar 1970 in Groenlo) ist ein ehemaliger niederländischer Radrennfahrer und heutiger Sportlicher Leiter.
Tristan Hoffman war Profi-Rennfahrer von 1992 bis 2005. In seinem ersten Profijahr wurde er Niederländischer Meister im Straßenrennen, 1998 belegte er den zweiten Platz. Mehrmals gelangen ihm Etappensiege bei Rundfahrten wie der Tour de Suisse, der Tour de l’Avenir und der Herald Sun Tour. Bei Paris–Roubaix belegte er mehrmals vordere Plätze, 2004 wurde er Zweiter. 1996 gewann er Paris–Bourges, 1999 den Clásica de Sabiñánigo und  2000 Quer durch Flandern. Dreimal, 1995, 1997 und 2000, startete er bei der Tour de France; zweimal kam er nicht unter die besten Hundert, einmal gab er auf.
2005 stürzte Tristan Hoffmann beim Omloop Het Volk schwer und beschloss daraufhin, seine aktive Laufbahn zu beenden. Zunächst wurde er Sportlicher Leiter beim Team CSC, anschließend beim T-Mobile-Team. Von 2007 bis 2009 war er Sportlicher Leiter beim Team HTC-Columbia. Anschließend wechselte er zum Team Saxo-Tinkoff.